# シュラクサイ包囲戦 (紀元前278年)
第四次シュラクサイ包囲戦は紀元前278年に発生したカルタゴ軍による最後のシュラクサイに対する包囲戦である。シュラクサイはトエノンとソストラトゥスの内戦のため弱体化していた。カルタゴはこの機会を利用して、陸海からシュラクサイを包囲した。トエノンとソストラトゥスはエピイロス王ピュロスに救援を求めた。ピュロスが到着すると、カルタゴ軍は戦闘を避けて撤退した。

## カルタゴ軍、分断されたシュラクサイを攻撃する
シュラクサイの僭主ヒケタスは、その権力をトエノンに奪われた。しかしトエノンはソストラトゥスに挑戦を受けた。ソストラトゥスはシュラクサイのシケリア本島側を確保し、他方トエノンはオルティージャ島（en）の旧市街を占拠していた。
両者共に戦争のために疲弊していたが、カルタゴはこれにつけ込んで陸海双方からシュラクサイを包囲した。グレート・ハーバーを100隻の船で封鎖し、また50,000の兵が城壁を囲み、その周囲を略奪した。この危機に対し、トエノンとソストラトゥスは共にエペイロス王ピュロスにシュラクサイを救援してくれるよう依頼した。彼らがピュロスに期待したのは、ピュロスの妻ラナッサがシュラクサイのかつての僭主であったアガトクレスの娘であったからである。

## ピュロス、シュラクサイ救援に到着
ピュロスはイタリア半島南部で共和政ローマと戦争を行っていたが、この依頼を受諾した。ギリシアにおいてピュロスは、野蛮人からのギリシア人の解放者と評価されており、もしシュラクサイからの救援依頼を断ると、その評判に傷がつく可能性があった。また、シケリアを足場にして、以前にアガトクレスが行ったように、リビュアへ侵攻できる可能性もあった。
ピュロスは紀元前278年初頭にシケリアに到着した。シケリアに上陸すると、まずはタウロメニオン（現在のタオルミーナ）の僭主ティンダリオン（en）と同盟した。タウロメニオンから兵の提供を受けた後、ピュロスは船でカタナ（現在のカターニア）に向かい、そこで兵士を下船させた。ピュロスが陸軍と艦隊をシュラクサイに進めている間に、カルタゴは別の作戦のために30隻をシュラクサイから出航させていた。ピュロスがシュラクサイにさらに接近すると、他の船も陸軍と共に無抵抗で撤退した。トエノンとソストラトゥスがピュロスにシュラクサイを委ねた後、ピュロスは両者を和解させた。

## その後
ピュロスはシュラクサイ艦隊を自身の艦隊に編入した。シュラクサイには120隻を超える甲板付きの船と、20隻の甲板無しの船、および1隻の9段櫂船を有していた。このため、ピュロスの艦隊は200隻を超えることになった。レオンティノイ（現在のレンティーニ）の僭主ヘラクレイデスは、歩兵4,000と騎兵500を送った。他の多くの都市もピュロスと同盟し、兵士を提供したため、ピュロスはリビュアの征服も可能になると期待した。
ピュロスはカルタゴの講和嘆願を拒否し、シケリア西部のカルタゴ領を攻撃した。カルタゴ領は最後の拠点であるリルバイオン（現在のマルサーラ）を残すのみにまで縮小した。ピュロスはリルバイオンを包囲したが、周辺の制海権はカルタゴが握っており、街への補給も十分であったために、攻略することは出来なかった。ピュロスはリルバイオンの包囲を解いて、リビュア侵攻の準備を開始した。
しかしこのころになると、ピュロスはその独裁的行為のために、シケリアのギリシア人に軽蔑されるようになっていた。トエノンが処刑されると、ギリシア人も我慢の限界を超えた。トエノンとソストラトゥスはピュロスに協力していたが、ピュロスは彼らを信頼していなかった。ソストラトゥスが自身も安全ではないと感じ脱出した際、ピュロスはトエノンがソストラトゥスと共謀したため処刑したと糾弾した。シケリアのギリシア人はピュロスに対して敵対的となり、いくつかの都市はカルタゴや傭兵部隊であるマメルティニと同盟した。この時点で、ピュロスは南イタリアに戻り、ローマとの戦いに敗れつつあったサムニウムとターレス（現在のターラント）を救援することに決めた。

## 参考資料
Diodorus Siculus (1957). Walton, Francis R.. ed. Bibliotheca historica (Library of History). 11. Cambridge, Massachusetts: Harvard University Press. ISBN 978-0-674-99450-8
Franke, P. R. (1989). “Pyrrhus”. In Walbank, Frank W.. The Cambridge Ancient History. 7, part 2. Cambridge, United Kingdom: Cambridge University Press. ISBN 978-0-521-23446-7
Plutarch (1920). “Life of Pyrrhus”. In Perrin, Bernadotte. Lives. 9. Cambridge, Massachusetts: Harvard University Press. ISBN 978-0-674-9-9112-5